# طرد الصليب الأحمر

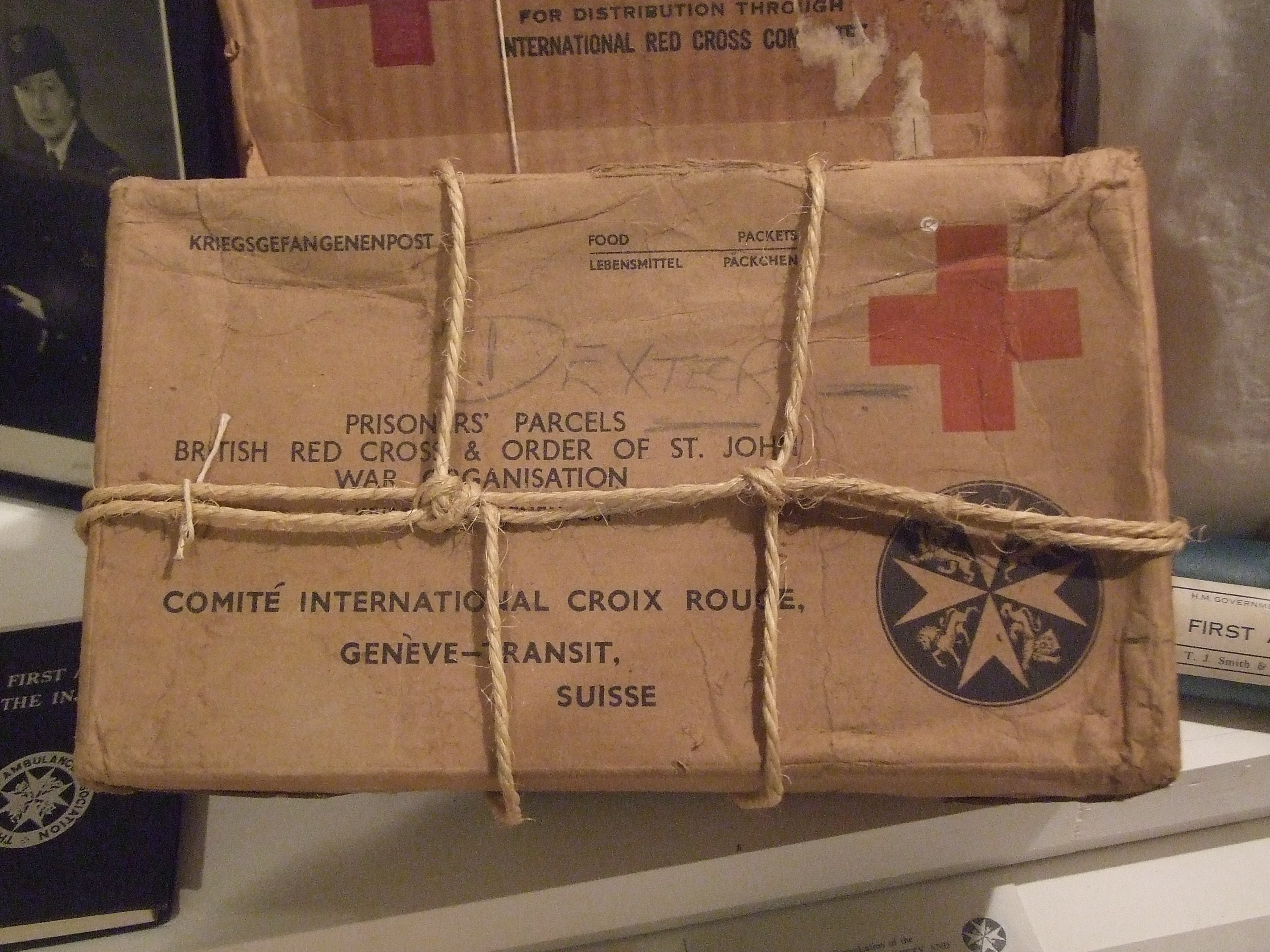
طرد للصليب الأحمر البريطاني من الحرب العالمية الثانية

يشير طرد الصليب الأحمر إلى عبوات تحتوي في الغالب على أغذية وتبغ ومواد نظافة شخصية أرسلتها الرابطة الدولية للصليب الأحمر إلى أسرى الحرب خلال الحربين العالميتين الأولى والثانية، وفي أوقات أخرى. يمكن أن تشير أيضًا إلى الطرود الطبية وما يسمى بـ«طرود الإفراج» المقدمة خلال الحرب العالمية الثانية. وقد قام الصليب الأحمر بترتيبها وفقًا لأحكام اتفاقية جنيف لعام 1929. خلال الحرب العالمية الثانية، زادت هذه الحزم الأنظمة الغذائية الهزيلة والنقص في كثير من الأحيان في مخيمات معسكر أسرى الحرب، مما ساهم بشكل كبير في بقاء السجناء وزيادة في الروح المعنوية. توفر الطرود الغذائية الحديثة للصليب الأحمر الاحتياجات الغذائية والصحية الأساسية للأشخاص المتضررين من الكوارث الطبيعية أو الحروب أو الاضطرابات السياسية أو الأحداث المماثلة.
تشمل الكوارث الأخيرة التي تنطوي على تسليم طرود الصليب الأحمر أحداثًا في جورجيا وتايلاند وبريطانيا العظمى.

## الحرب العالمية الأولى
أفاد الصليب الأحمر الأسترالي عن إرسال ما مجموعه 395,695 طرد غذائي و36،339 طرد ملابس إلى الحلفاء في ألمانيا وتركيا خلال الحرب العالمية الأولى. تم إرسال طرود غذائية أيضًا إلى المدنيين اليائسين في بلجيكا وفرنسا.

### أمريكي
بدأ الصليب الأحمر الأمريكي تسليم الطرود الغذائية إلى PoWs الأمريكية في المعسكرات الألمانية في نوفمبر 1917. تضمن الطرد الأول الذي تلقاه برنامج الأشغال البنود التالية: 
| - One pound tin of لحم محفوظ - One pound tin of roast beef - One pound tin of salmon - Two pounds of hash - One pound of jam - One bar of soap - Four packages of tobacco | - One overshirt - One undershirt - Two cans of pork and beans - One can each of tomatoes, corn and peas - One pair of drawers - Two pairs of socks - Three handkerchiefs - Two towels | - One tube of toothpaste - Two pounds of hard bread - One pint of evaporated milk - One pound of sugar - One-half pound of coffee - One toothbrush, comb, shaving brush and "housewife" (sewing kit), plus shaving soap. |

## الحرب العالمية الثانية
تم تسليم الطرود الغذائية التابعة للصليب الأحمر خلال الحرب العالمية الثانية في الغالب من بريطانيا العظمى والولايات المتحدة (بعد عام 1941) وكندا. قد يتلقى برنامج الحلفاء المتحدين أيًا من هذه الحزم في أي وقت معين، بغض النظر عن جنسيته. كان ذلك بسبب إرسال جميع هذه الطرود من بلدها الأصلي إلى نقاط تجميع مركزية، حيث تم توزيعها لاحقًا على معسكرات الحلفاء PoW من قبل اللجنة الدولية للصليب الأحمر.

### طرود الطعام البريطانية
خلال الحرب العالمية الثانية، أرسلت منظمة الحرب البريطانية المشتركة طرودًا غذائية قياسية، وطرودًا غذائية غير صالحة، وإمدادات طبية، وكتبًا تعليمية، ومواد ترفيهية إلى أسرى الحرب حول العالم. خلال النزاع، تم إرسال أكثر من 20 مليون طرد غذائي قياسي. وشملت المحتويات النموذجية لمثل هذه الطرد:
كانت طرود الصليب الأحمر الإسكتلندي هي الوحيدة التي تحتوي على الشوفان المطحون. تم تشكيل ما يقرب من 163000 طرد كل أسبوع خلال الحرب العالمية الثانية.
في بعض الأحيان، بسبب النقص في الطرود، يضطر اثنان أو حتى أربعة سجناء لمشاركة محتويات طرد واحد من الصليب الأحمر.

### طرود جنوب أفريقيا
من الصليب الأحمر البريطاني الجنوب أفريقي.  

## تحرير الطرود
قدم الصليب الأحمر الأمريكي «طردًا خاصًا» لبعض أفراد الحلفاء عند إطلاق سراحهم الأولي من أسر العدو. وشملت هذه الطرود: 
| - Razor - Razor blades - Shaving cream - Toothbrush - Toothpaste | - Pencil - Comb - Socks - Cigarettes | - Handkerchiefs - Playing cards - Stationery - Book - Hard candy | - Chewing gum - Face cloth - Cigarette case with the American Red Cross emblem imprinted on it. |

 تم توزيع هذه المجموعات على النحو التالي: 71,400 إلى فرنسا؛ 10000 إلى الاتحاد السوفيتي؛ 9,500 إلى إيطاليا؛ 5000 إلى مصر؛ و4000 للفلبين.